# 中央大学ラグビー部
中央大学学友会体育連盟ラグビー部（ちゅうおうだいがくがくゆうかいたいいくれんめいらぐびーぶ、Chuo University Rugby Football Team）は関東大学ラグビーリーグ戦グループ2部に所属する中央大学のラグビー部。略称は中大（ちゅうだい）または中央（ちゅうおう）。

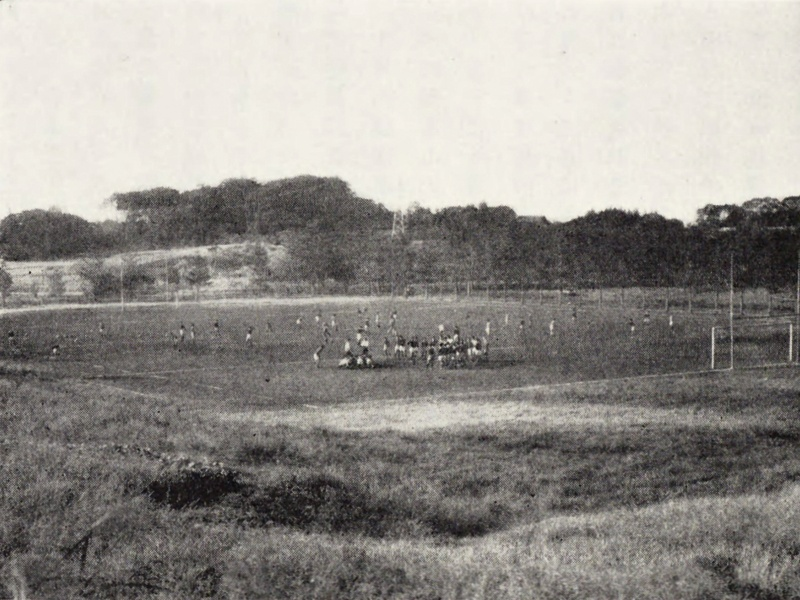
かつての中大練馬運動場（1955年）

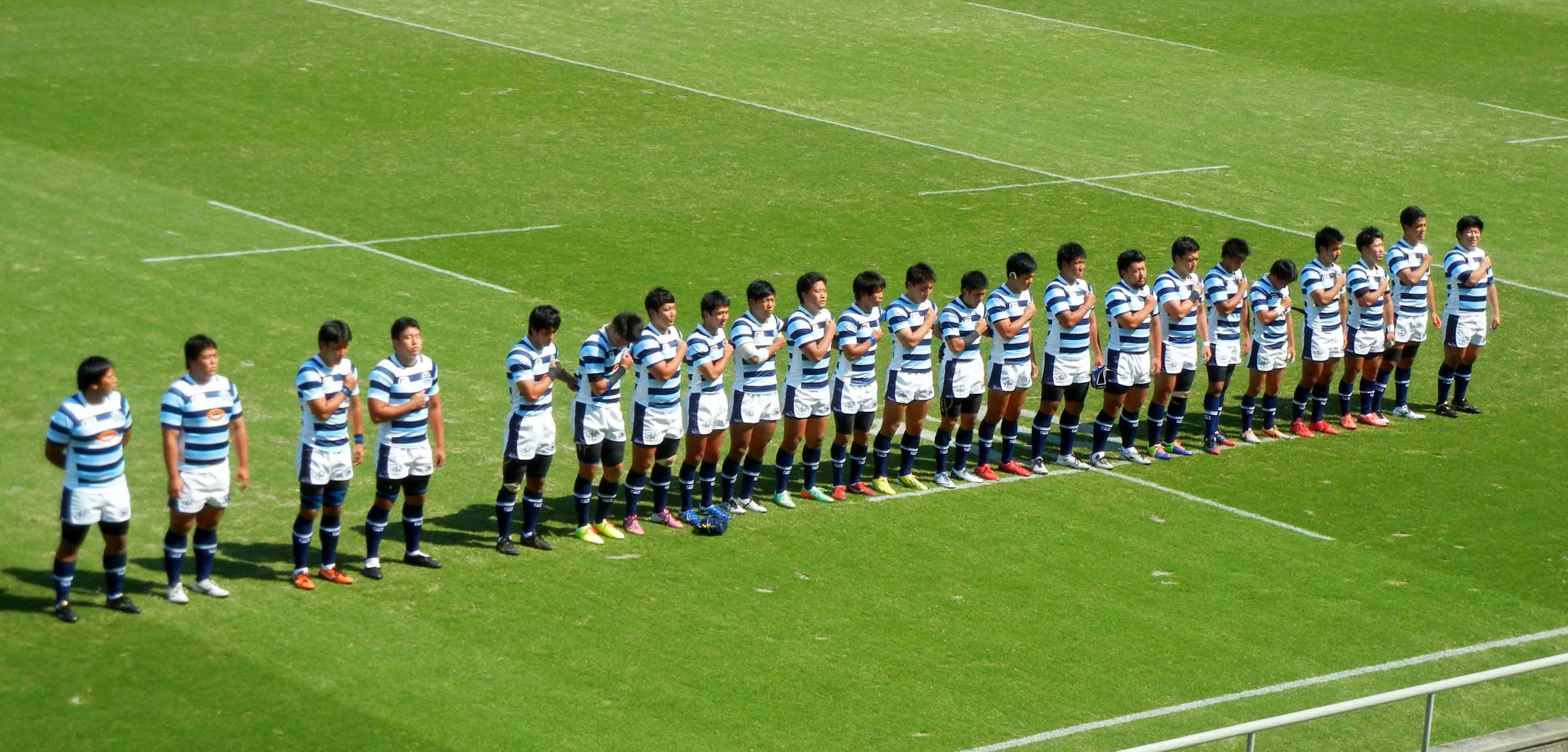
試合前に校歌斉唱をする中央大学の選手たち（2014年9月・立正大学戦・秩父宮ラグビー場）

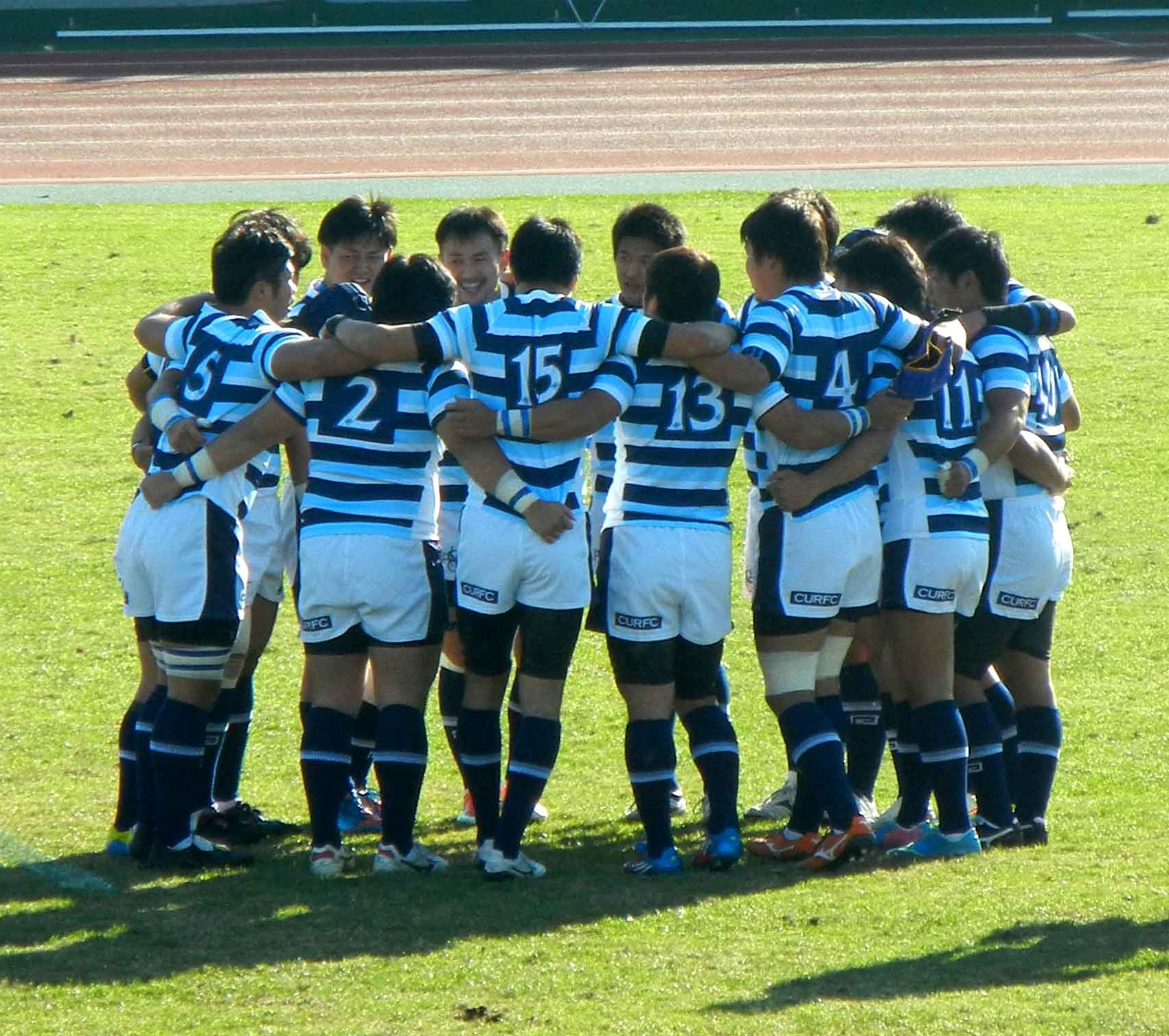
試合前に円陣を組む中央大学ラグビー部の選手たち（2013年11月・流通経済大学戦・江戸川区陸上競技場）

## 概要
関東大学ラグビーリーグ戦創設の中心となったチームの一つであり、関東大学ラグビーリーグ戦で優勝1回、大学選手権でベスト4が2回の古豪である。2021年、入れ替え戦で東洋大学に敗れてリーグ戦創設から初の2部降格となった。

## タイトル
- 関東大学ラグビーリーグ戦 : 1回
1972

- 全国大学ラグビーフットボール選手権大会 : 0回（出場16回）
最高ベスト4（1968、1972）

※年は全て年度。

## 戦績
近年のチームの戦績は以下のとおり。
| 年度 | 所属 | 順位 | 大学選手権                         |
| ---- | ---- | ---- | ---------------------------------- |
| 1998 | 1部  | 3位  | 1回戦 13-18 同志社大学             |
| 1999 | 1部  | 6位  |                                    |
| 2000 | 1部  | 6位  |                                    |
| 2001 | 1部  | 3位  | 1回戦 24-40 大阪体育大学           |
| 2002 | 1部  | 4位  | 2回戦 7-40 関東学院大学            |
| 2003 | 1部  | 7位  | ※入替戦 31-19 専修大学 1部残留     |
| 2004 | 1部  | 7位  | ※入替戦 22-15 専修大学 1部残留     |
| 2005 | 1部  | 7位  | ※入替戦 14-10 山梨学院大学 1部残留 |
| 2006 | 1部  | 6位  |                                    |
| 2007 | 1部  | 6位  | 1回戦 7-50 早稲田大学              |
| 2008 | 1部  | 6位  |                                    |
| 2009 | 1部  | 6位  |                                    |
| 2010 | 1部  | 4位  | 1回戦 5-68 天理大学                |
| 2011 | 1部  | 7位  | ※入替戦 45-26 山梨学院大学 1部残留 |
| 2012 | 1部  | 6位  |                                    |
| 2013 | 1部  | 2位  | セカンドステージ敗退               |
| 2014 | 1部  | 5位  | セカンドステージ敗退               |
| 2015 | 1部  | 3位  | セカンドステージ敗退               |
| 2016 | 1部  | 4位  | 3回戦 3-42 同志社大学              |
| 2017 | 1部  | 5位  |                                    |
| 2018 | 1部  | 8位  | ※入替戦 47-29 関東学院大学 1部残留 |
| 2019 | 1部  | 8位  | ※入替戦 52-24 立正大学 1部残留     |
| 2020 | 1部  | 5位  |                                    |
| 2021 | 1部  | 7位  | ※入替戦 21-26 東洋大学 2部降格     |
| 2022 | 2部  | 3位  |                                    |
| 2023 | 2部  | 3位  |                                    |
| 2024 | 2部  | 1位  | ※入替戦 38-49 関東学院大学 2部残留 |

## 主な在籍選手
- 山﨑 祥希（主将、FL / 國學院栃木高）
- 光安 喬平（副将、HO / 大阪桐蔭高）
- 鈴木 英次郎（副将、LO / 東京高等学校）
- 川尻 圭人（副将 寮長、 CTB / 茗溪学園高）
- 大竹 幹太（副将、CTB / 正智深谷高等学校）

## 在籍した選手
- 綿井永寿 （FL、元日本体育大学ラグビー部監督、元日本体育大学学長 /  旧制北予中学校出身）
- 今里良三 （SH、近鉄ライナーズ総監督、元日本代表・元同監督 / 伝説の1971年9月日本3-6イングランド戦に出場 1969年卒 / 報徳学園高出身 ）
- 村田義弘 （NO8、リコー、元日本代表 / 専大松戸高出身 ）
- 長谷川慎 （LO、ヤマハ発動機ジュビロFWコーチ、元サントリーサンゴリアスFWコーチ、元日本代表 / 1994年卒、東山高出身 ）
- 正田豊 （SO、サントリーサンゴリアス、中大コーチ / キックの名手として知られていた 1997年卒、埼工大深谷高出身 ）
- 内山将文　（WTB、ワールドファイティングブル→六甲ファイティングブル、東京フェニックス・ラグビークラブコーチ / 日向高出身 ）
- 小野澤宏時 （WTC、サントリーサンゴリアス→キヤノンイーグルス、元日本代表 / 2000年卒、静岡聖光学院高出身 ）
- 塚越賢　（HO、東芝府中ブレイブルーパス、元日本代表 /  埼工大深谷高出身）
- 中本光彦　（No.8、中京大学体育会ラグビー部監督 /  つくば秀英高出身）
- 山田貴志　（2000年度主将PR、三洋電機ワイルドナイツ→横河武蔵野アトラスターズ→近鉄ライナーズ / 伏見工業高出身）
- 小野田曜 （2002年度主将LO、JR九州サンダース、JR九州サンダースコーチ / 東福岡高出身）
- 内山浩文（WTB、NTTコミュニケーションズ、NTTコミュニケーションズ シャイニングアークス東京ベイ浦安のGM / 日向高出身 ）
- 鈴木貴士 （WTB、クボタスピアーズ、現7人制日本代表 / 保善高出身）
- 森勝己 （2003年度主将FL、栗田工業ウォーターガッシュ / 長崎南山高出身）
- 久保惠亮 （2004年度主将FL、中国電力レッドレグリオンズ / 長崎南山高出身）
- 末永敬一朗（FL、クボタスピアーズ / 長崎南山高出身）
- 長谷川圭太 （PR、サントリーサンゴリアス / 東福岡高出身）
- 有田啓介 （2006年度主将WTB・CTB、トヨタ自動車ヴェルブリッツ / 東福岡高出身）
- 長友泰憲 （WTB、サントリーサンゴリアス / 2007年卒、高鍋高出身）
- 藤田望 （PR、ホンダヒート / 埼工大深谷高出身）
- 小笠原和徳 （2008年度主将LO、横河武蔵野アトラスターズ / 盛岡工業高出身）
- 真壁伸弥（LO、サントリーサンゴリアス、現日本代表 / 仙台工業高出身）
- 中澤友太郎 （2009年度主将CTB、ライオンファングス / 東京高出身）
- 吉田健 （SH、キヤノンイーグルス / 関商工高出身）
- 松下隆三 （2010年度主将CTB、ライオンファングス / 福岡高出身）
- 大塚大輔 （CTB、コカ・コーラレッドスパークス / 清真学園高出身）
- 丸井克眞 （2011年度主将HO、大阪府警察ラグビー部 / 報徳学園高出身）
- 山下弘資 （FL・No.8、NTTコミュニケーションズシャイニングアークス / 筑紫高出身）
- 藤井諒 （2012年度主将LO・FL・No.8、トヨタ自動車ヴェルブリッツ / 西陵高出身）
- 米谷卓朗 （PR、東芝ブレイブルーパス / 國學院久我山高出身）
- 山北純嗣 （2013年度主将CTB、コカ・コーラレッドスパークス / 東福岡高出身）
- 高橋拓朗 （WTB・CTB、クボタスピアーズ / 明和県央高出身）
- 羽野一志 （FB、NTTコミュニケーションズシャイニングアークス、現7人制日本代表 / 西陵高出身）
- 木上鴻佑 （CTB、リコーブラックラムズ / 伏見工業高出身）
- 小野雄貴 （FL、日野レッドドルフィンズ / 高崎商業高出身）
- 北村彦樹 （HO、三菱重工相模原ダイナボアーズ / 常総学院高出身）
- 高悠也 （WTB、NTTコミュニケーションズシャイニングアークス / 明和県央高出身）
- 川島等（NO8、中部電力ラグビー部/瀬戸西高出身）
- 浜岸峻輝（2016年度主将、SO/CTB、リコーブラックラムズ / 東京高出身）
- 井村兼人 （PR、NECグリーンロケッツ / 伏見工業高出身）
- 住吉藍好（CTB、近鉄ライナーズ / 光泉高）
- 三宮累 （PR、NTTコミュニケーションズシャイニングアークス / 東京高出身）
- 笠原開盛（PR、パナソニック ワイルドナイツ / 桐蔭学園高）
- 佐野瑛亮 （FL、神戸製鋼コベルコスティーラーズ / 東京高出身）
- 白井吾士矛（CTB、ヤマハ発動機ジュビロ / 桐蔭学園高）
- 床田裕亮（PR、パナソニック ワイルドナイツ / 桐蔭学園高）
- 金子惠一 （2018年度主将PR、近鉄ライナーズ / 東福岡高出身）
- 原島禅（FL・No.8、横河武蔵野アトラスターズ / 東京高出身）
- 重松隆宏（FB、日本航空JAL WINGS / 修猷館高出身）
- 石渡健吾（2019年度主将、FL、中国電力レッドレグリオンズ / 東京高出身）
- 鬼頭悠太（FL・No.8、中部電力ラグビー部 / 大阪桐蔭高出身）
- 侭田洋翔（SO、クボタスピアーズ / 東農大二高出身）
- 茂原隆由（2021年度主将、PR、静岡ブルーレヴズ / 高崎工業高）
- 橋本吾郎（FL・No.8、埼玉パナソニックワイルドナイツ / 正智深谷高）
- 鈴川琉生（LO、丸和運輸機関AZ-MOMOTARO'S / 大阪桐蔭高）
- 青木智成（LO、中国電力レッドレグリオンズ / 東京高）
- 杉本崇馬（WTB・FB、コベルコ神戸スティーラーズ所属 /佐野日大高出身）
- 津田貫汰（SO、中部電力 / 桐蔭学園高）
- 水野陸（CTB、狭山セコムラガッツ / 東京高）
- 山﨑祥希（FL・No.8、レッドハリケーンズ大阪 / 國學院栃木高）